# 匝瑳繁夫
匝瑳 繁夫（そうさ しげお、1962年 - ）は、日本の経営者。大和リビング株式会社代表取締役社長。

## 人物・経歴
1962年千葉県生まれ。1985年3月千葉商科大学商経学部卒業。同年4月大和ハウス工業株式会社入社。同社新潟支店長を歴任後、2013年4月大和リビング株式会社取締役就任。2015年4月同社常務東日本Ｂ長兼東日本事業担当（取締役西日本Ｂ長兼西日本事業担当）事業本部副本部長、2016年4月事業本部長兼環境対応推進担当（事業本部副本部長兼業務指導室長）常務東日本ブロック長、2019年4月中日本ブロック長兼中日本事業担当、常務事業本部長、2021年4月代表取締役社長就任。